# Cserhalmi
A Cserhalmi vagy Cserhalmy régi magyar családnév, amely a származási helyre utalhat: Cserhalom (Ukrajna, korábban Bereg vármegye).

## Híres Cserhalmi nevű személyek
Cserhalmi
- Cserhalmi György (1948) színművész
- Cserhalmi Imre (1934) író, újságíró, színházigazgató
- Cserhalmi Irén (1871–1908) írónő
- Cserhalmi István (1843–1912 után) győri evangélikus tanító
- Cserhalmi Mihály (1924–2011) labdarúgó
- Cserhalmi Sára (1982) filmrendező

Cserhalmy
- Cserhalmy József (1846–1899) gimnáziumi tanár, piarista pap, természettudós
- Cserhalmy József (1922–2005) építész